# Ònnega Sanxes de Pamplona
Ònnega Sanxes de Pamplona (Navarra, segle IX–?, 931) va ser infanta de Pamplona i reina consort de Lleó (926-931), pel seu matrimoni amb Alfons IV.
Va ser filla dels reis Sanç I i Toda de Pamplona. Vers el 925 es va casar amb Alfons Ordoni, el futur Alfons IV de Lleó. La seva germana Urraca també va ser reina de Lleó més endavant, pel seu matrimoni amb Ramir II. Del matrimoni d'Ònnega i Alfons en van néixer:
- Ordoni IV (ca. 926-962), rei de Lleó.[1]
- Alfons de Lleó (?)

Va participar en la donació de béns al monestir de San Martín de Albelda (925), a més d'aparèixer en altra documentació com el testament del bisbe Cixila, i en diverses concessions de béns per part de tots monarques al bisbe i al monestir d'Abellar.
Malalta el maig del 931, va morir poc després, causant un profunda tristesa al monarca, que va acabar renunciant al tron i entrant com a monjo en el monestir de Sahagún. Es creu que va ser sebollida al monestir de San Julián de Ruiforco, on també va ser enterrat el seu marit posteriorment.